# サンドロ・ヴェロネージ
サンドロ・ヴェロネージ（Sandro Veronesi、1959年4月1日 - ）はイタリアの小説家。映画『妹の誘惑』の原作者。プラート生まれ。フィレンツェ大学で学んだ。

## 受賞歴
- カンピエッロ賞　2000年　（La forza del passato（『過去の力』）に対して）
- ストレーガ賞　2006年　（Caos Calmo（『静かなカオス』）に対して）
- フェミナ賞外国小説部門　2008年　（Chaos calmeに対して）

## 主な作品
- Il resto e il cielo, 1984
- Per dove parte questo treno, 1988
- Gli sfiorati（『妹の誘惑』）, 1990
- Venite venite B-52, 1995
- La forza del passato（『過去の力』）, 2000
- Ring City, 2001
- No Man's Land, 2003
- Caos calmo（『静かなカオス』）, 2005
- Brucia Troia, 2007
- XY, 2010
- Profezia, 2011
- Baci scagliati altrove, 2011
- Terre rare, 2014
- Non dirlo. Il Vangelo di Marco, 2015

## 日本語訳された作品
- 『この歓びの列車はどこへ向かう』シリーズ・新世代のイタリア文学、岡本太郎訳、東京書籍、1993年
- 『過去の力』、大谷敏子訳、シーライトパブリッシング、2008年
- 『静かなカオス』、大谷敏子訳、シーライトパブリッシング、2011年